# マイケル・ホサック

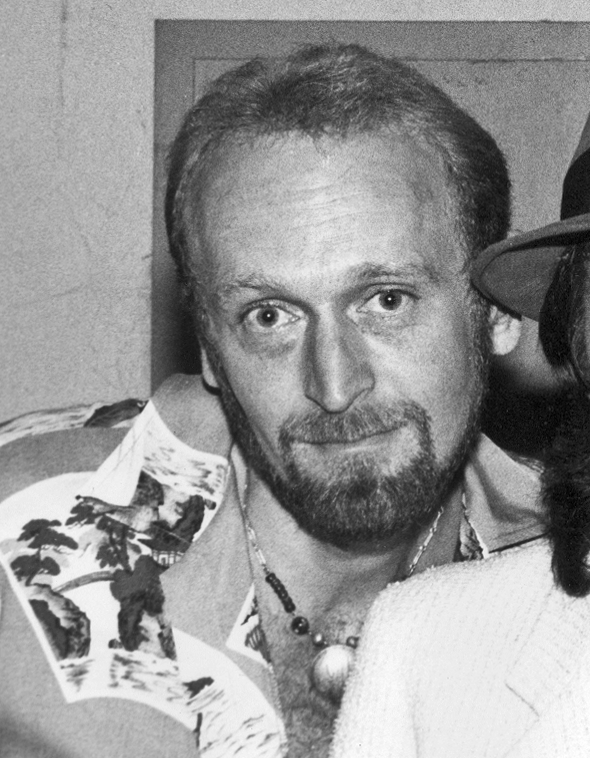

マイケル・ホサック（Michael Hossack、1946年10月17日 - 2012年3月12日）はアメリカ合衆国のロック・ドラマー。ドゥービー・ブラザーズのメンバーとして活動していたことで有名。

## キャリア
ニュージャージー州パターソン出身。ボーイスカウトでドラムを学び、後に海軍に入隊しベトナム戦争に従軍。
音楽キャリアのスタートはMourning Reignというバンドであったが、このバンドは短命に終わる。Mourning Reign解散後の1971年終盤、ドゥービー・ブラザーズに誘われ、2人目のドラマーとして加入。ホサックの加入により、その後もずっとバンドのトレードマークとなるツイン・ドラムス・スタイルが完成。オリジナル・ドラマーのジョン・ハートマンとのコンビネーションで『トゥールーズ・ストリート (Toulouse Street)』（1972年）、『キャプテン・アンド・ミー (The Captain and Me)』（1973年）、『ドゥービー天国 (What Were Once Vices Are Now Habits)』（1974年）の3枚のアルバムのレコーディングを行った。
1974年に激しいツアーを嫌ってグループを脱退した彼は、Bonarooを結成するがこれは短命に終わり、DFKを結成するもこれも長くは続かず、ノースハリウッドのシャトー・レコーダーズ・スタジオの共同経営を手掛けるなど、現役から遠ざかりつつあった。
しかし、1987年、彼のかつての仲間であるベトナム帰還兵のために行われたベネフィット・コンサートのために一時的にドゥービー・ブラザーズ再結成に参加、1989年には本格的な再結成にも名を連ね、2000年、2001年にオートバイ事故により一時離脱していた期間を除いて、晩年まで活動を続けた。彼はドゥービーズのオリジナル・メンバーではないが、グループに最も長い期間在籍したドラマーであった。
2012年3月12日、がんのためワイオミング州デュボイスの自宅で死去。65歳没。

## ディスコグラフィ

### スタジオアルバム
- トゥールーズ・ストリート (Toulouse Street)（1972年 US #21）
- キャプテン・アンド・ミー (The Captain and Me)（1973年 US #7）
- ドゥービー天国 (What Were Once Vices Are Now Habits)（1974年 US #4）
- サイクルズ (Cycles)（1989年 US #17）
- ブラザーフッド (Brotherhood)（1991年 US #82）
- シブリング・ライヴァルリー (Sibling Rivalry)（2000年）
- ワールド・ゴーン・クレイジー (World Gone Crazy)（2010年）

### ライブ・アルバム
- ロッキン・ダウン・ザ・ハイウェイ ザ・ワイルドライフ・コンサート (Rockin' Down the Highway: The Wildlife Concert)（1996年）
- グレイテスト・ヒッツ・ライヴ (Best of the Doobie Brothers Live)（1999年）

### コンピレーション・アルバム
- Divided Highway（2003年）
- Live at Wolf Trap（2004年）